# Gare de Bordeaux - Bénouville
La gare de Bordeaux-Bénouville est une gare ferroviaire, fermée, de la ligne des Ifs à Étretat, située sur le territoire de la commune de Bordeaux-Saint-Clair, dans le département de la Seine-Maritime en région Normandie.

## Situation ferroviaire
Établie à 71 mètres d'altitude, la gare de Bordeaux - Bénouville était située au point kilométrique (PK) 226,3 de la ligne des Ifs à Étretat, entre les gares des Loges - Vaucottes-sur-Mer et d'Étretat.
Elle disposait d'une voie et d'un quai ; la voie ferrée subsiste de nos jours.

## Histoire
La ligne des Ifs à Étretat a été déclarée d'intérêt public le 17 août 1885, sous la forme d'un embranchement se détachant en gare des Ifs de la ligne de Bréauté - Beuzeville à Fécamp ; elle a été mise en service le 22 juin 1895, la gare de Bordeaux - Bénouville ouvrit à cette occasion ; elle fut établie à mi-chemin entre les villages de Bordeaux-Saint-Clair et de Bénouville. Le trafic voyageurs fut interrompu le 30 juin 1951, les trains étant remplacés par des autobus. Le trafic marchandises perdura jusqu'au 3 avril 1972. La ligne est déclassée le 20 septembre 1995, puis rachetée par les communes riveraines pour l'exploiter à des fins touristiques.

## Patrimoine ferroviaire

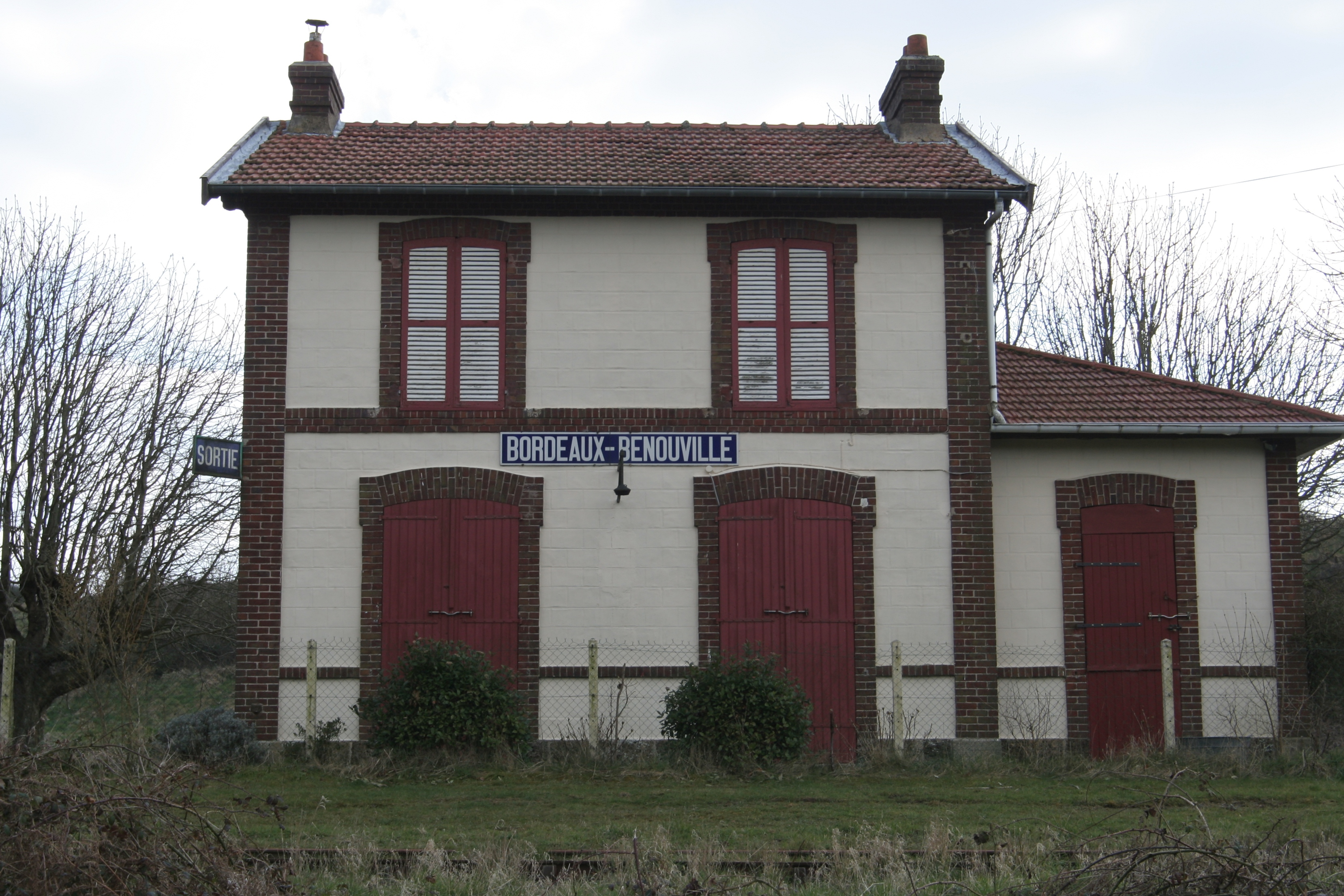
L'ancien bâtiment voyageurs en 2013.

Le bâtiment voyageurs d'origine est toujours présent. Réaffectée, il a été transformé en logement privé.